# Henri Mortier
Pour les articles homonymes, voir Mortier.
Henri Mortier, né à Paris en 1843 et mort à Levallois-Perret en 1894, est un militant blanquiste et membre de la Commune de Paris.

## Biographie
Sous le Second Empire, il travaille comme ouvrier tourneur sur bois et est commis chez un architecte. En parallèle, il milite dans les rangs des blanquiste et adhère à l'Association internationale des travailleurs (AIT). 
Pendant le siège de Paris par les Allemands (septembre 1870-mars 1871) il est capitaine du 191e bataillon de la Garde nationale et siège au Comité central de la Garde nationale. Le 26 mars, est élu au Conseil de la Commune de Paris par le XIe arrondissement et est envoyé pour siéger à la commission des Services publics puis à la commission de Sûreté générale (3 mai). Il est l'un des signataires de la brochure blanquiste Aux Communeux. Après la Semaine sanglante, il est condamné à mort par contumace par le conseil de guerre et doit prendre le chemin de l'exil. Il se réfugie à Londres où il continue à fréquenter d'autres communards. Après être rentré un moment en Alsace-Lorraine, il en est expulsé et s'installe en Suisse jusqu'à l'amnistie. Une fois rentré en France, il s'installe à Levallois-Perret et meurt en 1894. 

### Notices biographiques
- Jules Clère, Les hommes de la Commune : Biographie complète de tous ses membres, Paris, Libraire-éditeur É. Dentu, 1871, xiv-195, 1 vol. in-18 (OCLC 457798492, lire en ligne sur Gallica), p. 117-118
  - Jules Clère, Les hommes de la Commune : Biographie complète de tous ses membres, Paris, Libraire-éditeur É. Dentu, 1871, 4e éd. (1re éd. 1871), vi-215, 1 vol. in-18 (lire en ligne sur Gallica), p. 131-133
- Paul Delion, Les membres de la Commune et du Comité central, Paris, A. Lemerre éditeur, août 1871, 446 p. (lire en ligne sur Gallica), p. 148-150
- Bernard Noël, Dictionnaire de la Commune, Coaraze, L'Amourier éditions, coll. « Bio », avril 2021 (1re éd. 1971), 799 p. (ISBN 978-2-36418-060-4, ISSN 2259-6976, présentation en ligne), p. 563
- « Notice Mortier Henri, Joseph », sur maitron.fr, Le Maitron, dictionnaire bibliographique du mouvement ouvrier et du mouvement social, Association Les Amis du Maitron (consulté le 17 août 2021)